# Phoca
Phoca é um gênero de focas da família Phocidae. Várias espécies antigamente pertencentes a este gêneros foram separadas em gêneros distintos: Pusa, Pagophilus, e Histriophoca.

## Espécies
Estão descritas duas espécies:
- Phoca largha Pallas, 1811
- Phoca vitulina Linnaeus, 1758 - Foca-comum